# 조 린 터너
조 린 터너(영어: Joe Lynn Turner, 1951년 8월 2일 ~ )는 미국의 가수, 기타리스트, 작곡가, 프로듀서이다. 그는 하드 록 밴드 레인보우, 잉베이 말름스틴, 딥 퍼플에서 활동한 것으로 유명하다. 그의 경력 동안, 터너는 1970년대 후반에 팝 록 밴드 판당고와 함께 기타를 연주하였고, 1980년대 초에 밴드를 이끌고 기타리스트 리치 블랙모어, 베이시스트 겸 프로듀서 로저 글로버와 함께 곡을 작곡하였다. 1984년 3월 레인보우가 해체된 후, 그는 솔로 활동을 추구하였고, 《Rescue You》라는 하나의 음반을 발매하였고, 그 후 세션 작업을 하여 빌리 조엘, 셰어, 마이클 볼튼 등의 백 보컬을 맡았다. 볼튼의 충고에 따라 터너는 라디오와 텔레비전을 위해 짤랑짤랑 소리를 녹음하기 시작했다. 데스몬드 차일드, 잭 폰티와 같은 작곡가와 공동작업을 통해 그가 작곡한 다른 곡들은 국제적인 음반 아티스트 지미 반스, 리 아론, 그리고 본파이어에 의해 녹음되고 발매되었다. 터너는 스웨덴의 네오클래시컬 메탈 기타리스트 잉베이 말름스틴과 그 후 딥 퍼플과 단명했다. 1990년대 중반부터 그는 9개의 스튜디오와 2개의 라이브 녹음을 발표하면서 솔로 활동을 재개했다. 터너는 다른 세션 작업을 수행했으며, 헌정 음반의 리드 보컬로 참여했으며, 프로그레시브 록 밴드 마더스 아미, 불가리아의 하드 록 밴드 브레이즌 애벗, 펑크 록 듀오 휴즈 터너 프로젝트, 클래식 록/프로그레시브 록 밴드 레이티드 X를 포함한 다양한 음악 그룹과 관련된 프로젝트에 참여했다. 2006년 프론티어즈 레코드는 AOR 사이드 프로젝트 선스톰에 참여하기 위해 터너에게 접근했다. 2016년까지 선스톰이라는 이름으로 네 장의 음반이 발매되었다. 같은 해 터너는 클레오파트라 레코드를 통해 《The Sessions》를 발매했는데, 그는 유럽에서의 끊임없는 투어 일정을 재개하기 전에 초대 음악가로서 진정한 고전적인 록 인물이었다.

## 경력
터너는 1960년대의 다른 수백만의 십대들과 마찬가지로 음악을 연주함으로써 감탄하는 눈을 얻었다. 프랭크 시나트라, 엔리코 카루소, 그리고 다른 이탈리아 음악 영웅들이 존경의 대상인 이탈리아계 미국인 가정에서 자라면서 터너는 음악이 인기의 길이라는 것을 깨달았다. 고등학교 시절, 그는 오리지널 소재와 커버곡을 공연하면서 밴드 에즈라를 결성했다. 그는 어렸을 때 아코디언을 연주했고, 클래식 R&B에 대한 감상과 함께 성장했으며, 10대 초반에 뛰어난 기타리스트가 되었다. 그는 한때 레드 제플린, 지미 헨드릭스, 프리와 같은 예술가들에 의해 영향을 받았다.
1977년 3월, R&B, 팝, 컨트리, 재즈, 멜로딕 록이 혼합된 밴드로 불리는 판당고는 RCA 레코드와 첫 음반 계약을 맺었다. 터너는 그 밴드의 네 음반에서 노래를 부르고 기타를 연주했다. 판당고는 올맨 브라더스 밴드, 마셜 터커 밴드, 비치 보이스, 빌리 조엘을 포함한 수많은 아티스트들과 함께 순회 공연을 했다.
판당고가 갈라진 후, 그는 영국의 기타리스트 리치 블랙모어로부터 전화를 받았다. 이것은 오디션을 초래했고 터너는 즉시 레인보우에 합류했다. 유럽과 일본에서 인기를 끌었던 이 밴드는 터너가 합류하기 전에 미국에서 같은 수준의 성공을 거두지 못했다. 그의 기여(대개 더 대중적인 것으로 여겨짐)로, 그 그룹은 새로운 차원의 미국 성공으로 전락했다. 터너와 함께 음반에 수록된 여러 곡이 80년대 초중반 록 라디오 차트에서 톱 20에 올랐다. 〈Stone Cold〉는 레인보우의 첫 톱 40 히트곡이 되었고, 이 밴드의 비디오는 MTV에서 무거운 로테이션으로 재생되었다. 터너는 레인보우와 함께 세 장의 스튜디오 음반을 녹음했다. 〈Street of Dreams 〉라는 싱글이 수록된 《Difficult to Cure》, 《Straight Between the Eyes》, 《Bent Out of Shape》 등이 있다. 레인보우는 1984년에 해체되었다.

## 음반 목록

### 솔로
- Rescue You (1985년)
- Nothing's Changed (1995년)
- Under Cover (1997년, 커버 음반)
- Hurry Up and Wait (1998년)
- Under Cover 2 (1999년, 커버 음반)
- Holy Man (2000년)
- Slam (2001년)
- JLT (2003년)
- The Usual Suspects (2005년)
- Second Hand Life (2007년)
- The Sessions (2016년, 컴필레이션)